# Хаир Окампо
Хаир Анхел Окампо Марокин (шп. Jahir Angel Ocampo Marroquín; Естадо Мехико, 12. јануар 1990) елитни је мексички скакач у воду. Његова специјалност су углавном појединачни и синхронизовани скокови са даске са висине од 3 метра. 
Освојио је 2 медаље на Панамеричким играма 2015. у Торонту, злато у синхронизованим скоковима са даске у пару са Ромелом Пачеком, и сребро у појединачној конкуренцији у скоковима са даске (3 метра висина). На Светском првенству 2013. у Барселони је такође у пару са Пачеком освојио бронзану медаљу у синхронизованим скоковима са даске. 
Био је део мексичког олимпијског тима на Летњим олимпијским играма 2016. у Рио де Жанеиру где је заузео 5. место у синхронизованим скоковима са даске са Пачеком.